# Karolina Nolbrzak
Karolina Nolbrzak (ur. 22 sierpnia 1981 w Gdyni) – polska aktorka telewizyjna i teatralna.

## Życiorys
W 2007 ukończyła studia na Akademii Teatralnej im. Aleksandra Zelwerowicza w Warszawie. Współpracuje z Teatrem Collegium Nobilium w Warszawie.
W lutym 2009 wystąpiła w polskiej edycji „Playboya”.

### Życie prywatne
Jest związana z aktorem Włodzimierzem Matuszakiem, którego poznała podczas nagrywania serialu Plebania. Nolbrzak ma syna z pierwszego związku.

## Filmografia
- 2006–2007: Dwie strony medalu jako Beata Rybicka
- 2008: Twarzą w twarz jako Karolina Klimczak
- 2009–2013: Na Wspólnej jako Magdalena Żebrowska
- 2009: Trzy minuty. 21:37 jako policjantka
- 2009: Popiełuszko. Wolność jest w nas jako Krystyna, studentka medycyny
- 2010–2012: Plebania jako Iwona
- 2010: 1920. Wojna i miłość jako Pola
- 2011: Siła wyższa jako Jola
- 2013: Hotel 52 jako Edyta Schmidt
- 2014, od 2017: Komisarz Alex jako Nina Kruk

### Gościnnie
- 2003: Na dobre i na złe jako Dagmara, dziewczyna Darka
- 2005: Magda M. jako studentka Wojtka
- 2005: Tak miało być jako Natalia
- 2005: Pensjonat pod Różą jako Karolina Więch
- 2005: Bulionerzy jako studentka Joasia
- 2006: Daleko od noszy jako Ewa
- 2006–2007: M jak miłość jako Oliwia
- 2006: Plebania jako Daria, siostra księdza Piotra
- 2007–2008: Glina jako Danuta Jóźwiak (odc. 14 i 17)
- 2008: Na Wspólnej jako Patrycja
- 2008: Teraz albo nigdy! jako ekspedientka
- 2010: Ojciec Mateusz jako Ewa
- 2016: Singielka jako Nadia Langner
- 2017: Ultraviolet jako adwokat Limbo (odc. 7)
- 2019: Pułapka jako dziennikarka
- 2021: Tajemnica zawodowa jako Elżbieta Jasińska, matka Maćka (odc. 4)

## Role teatralne
- Usta pełne ptaków Caryl Churchill i Davida Lana – jako Yvonne oraz Bachantka III
- Tańce w Ballybeg Briana Friela – jako Rose